# Navio de apoio ao mergulho

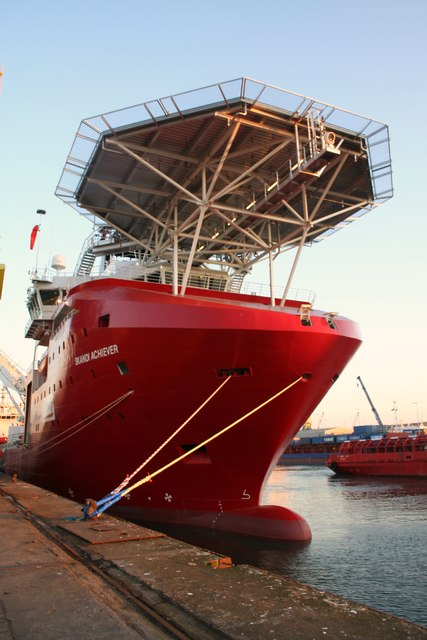
DSV Skandi Achiever em Aberdeen

Um navio de apoio ao mergulho (em inglêsː diving support vessel (DSV)) é um navio que é usado como uma base flutuante para projetos de mergulho profissional.